# Sanderburg
Die Sanderburg wurde als kleinstes der drei markanten Herrenhäuser in Windhoek-Luxushügel, Namibia, in den Jahren 1917 bis 1919 vom Architekten Wilhelm Sander (der auch der Namensgeber ist) als eigener Wohnsitz erbaut. 
Das Schloss zeigt typische Burgenstrukturen: Verdrehtes Treppenhaus, Bleifenster, Zinnen sowie eine mittelalterliche Optik. Ursprünglich bestand das Schloss nur aus einem einfachen Wohnhaus, das erst nach baulichen Veränderungen zum Schloss wurde. 
Die Sanderburg befindet sich heute im Privatbesitz.

## Siehe auch

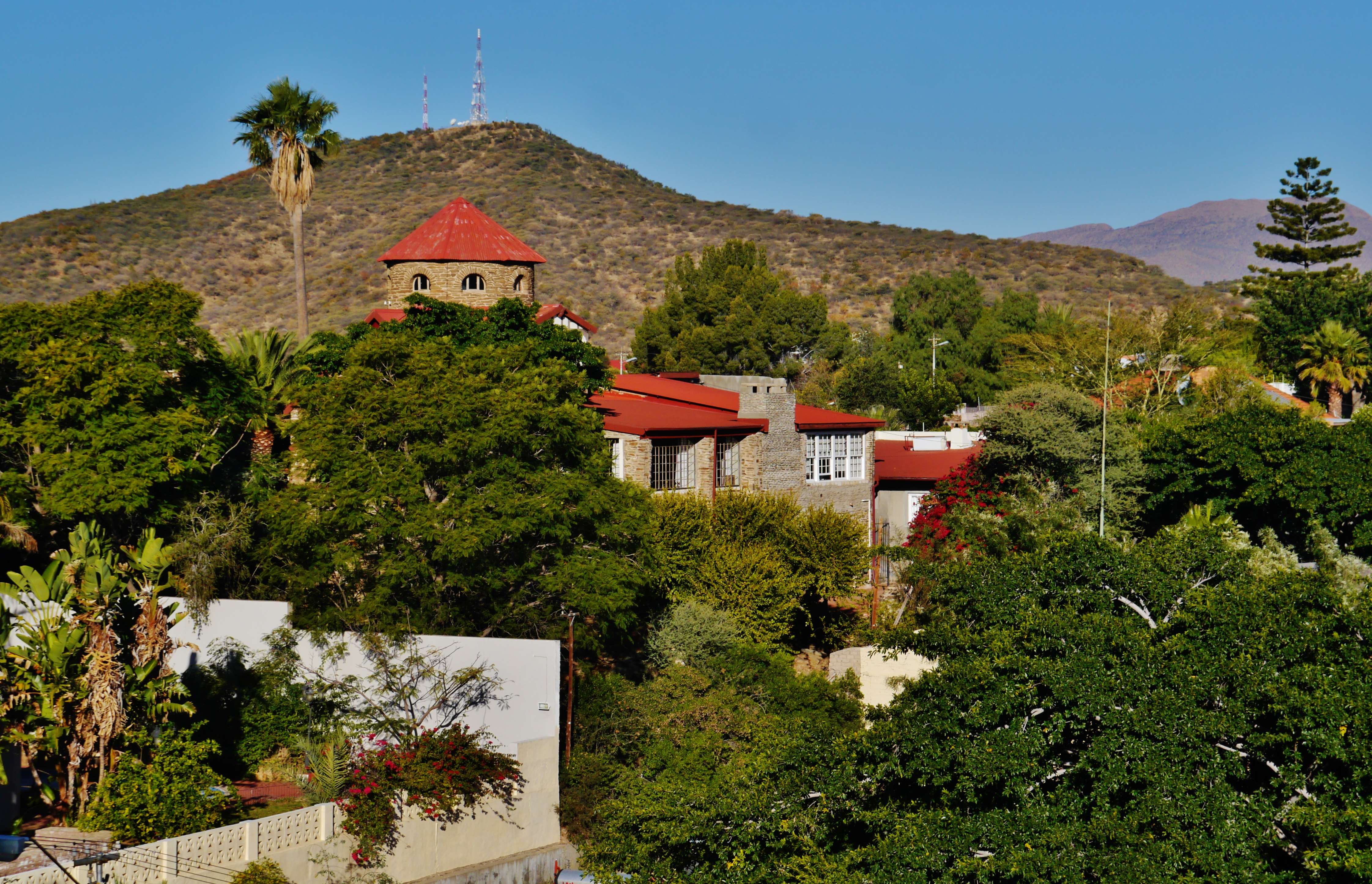
Blick von der Heinitzburg auf die Sanderburg